# Середзиці
Середзиці (пол. Seredzice) — село в Польщі, у гміні Ілжа Радомського повіту Мазовецького воєводства.
Населення — 971 особа (2011).
У 1975-1998 роках село належало до Радомського воєводства.

## Демографія
Демографічна структура станом на 31 березня 2011 року:
|          | Загалом | Допрацездатний вік | Працездатний вік | Постпрацездатний вік |
| -------- | ------- | ------------------ | ---------------- | -------------------- |
| Чоловіки | 478     | 93                 | 330              | 55                   |
| Жінки    | 493     | 84                 | 278              | 131                  |
| Разом    | 971     | 177                | 608              | 186                  |